# کاتیا زینی
کاتیا زینی (انگلیسی: Katia Zini؛ زادهٔ ۲۳ ژوئن ۱۹۸۱) اسکیت‌باز سرعت اهل ایتالیا است.